# Escola de Aperfeiçoamento
A Escola de Aperfeiçoamento foi criada em 13 de março de 1929 em Belo Horizonte durante a reforma Francisco Campos com o objetivo de formar professoras das escolas primárias públicas do Estado de Minas Gerais. Foi criada para a graduação de normalistas que viriam a assumir a efetiva transformação do ensino fundamental na rede de escolas primárias. Esta instituição foi propulsora para o ensino de Psicologia em nível superior no Brasil. 
A direção da Escola teve como responsável Lúcio José dos Santos durante o seu primeiro ano de funcionamento e a partir de então o cargo foi assumido por Amélia de Castro Monteiro que o exerceu até o ano de 1946.
Sabe-se que durante seus dezessete anos de existência a Escola funcionou em três endereços. Iniciando suas atividades na Avenida Paraopeba, atualmente denominada Avenida Augusto de Lima, passou, em seguida, a funcionar em outra localidade da mesma avenida, no atual prédio do Minascentro. Por fim, mudou-se para Rua Pernambuco, número 47, onde hoje se encontra o prédio do Instituto de Educação de Minas Gerais. 
A instituição encerrou suas atividades em 28 de janeiro de 1946 após a promulgação da Lei Orgânica do Ensino Normal, Decreto-lei 8.530, e do Decreto 166.